# Dictionnaire amoureux de Tintin
Le Dictionnaire amoureux de Tintin est une œuvre consacrée en 2016 par l'humoriste français Albert Algoud au personnage de bande dessinée Tintin et à son créateur Hergé,,.

## Publication
Le Dictionnaire amoureux de Tintin est publié le 11 octobre 2016 aux éditions Plon dans la collection « Dictionnaire amoureux » ,,, une collection fondée en 2000 par Jean-Claude Simoën, qui admet que « dictionnaire et amoureux sont deux termes a priori contradictoires, sinon incompatibles » mais estime que « quand un écrivain conjugue culture et passion, cela entraîne l’éblouissement de son lecteur ».
Sa sortie coïncide avec plusieurs autres événements consacrés au petit reporter à la houppette et à son père à l'automne 2016 :
- une exposition d'envergure consacrée à Hergé (1907-1983) par les Galeries nationales du Grand Palais, à Paris en France ;
- la mise aux enchères d'une collection historique de 20 dessins à l'encre de Chine, les «cartes de neige» réalisées par Hergé en 1942 et considérées comme le premier produit dérivé des aventures de Tintin ;
- La grande aventure du journal Tintin (Lombard) ;
- une édition colorisée de Tintin au pays des Soviets, publiée chez Casterman/Moulinsart (sortie au début de janvier 2017).

## Contenu
Dans cet ouvrage de 785 pages, Albert Algoud (qui a déjà écrit plusieurs ouvrages sur Tintin) offre sa lecture passionnée d'une œuvre qui n'en finit plus de l'étonner, Les Aventures de Tintin du dessinateur belge de bande dessinée Hergé,.
Dans cet ouvrage, Albert Algoud allie érudition et fantaisie, souvenirs personnels et références à l'imaginaire collectif, et égratigne au passage les « hergéolâtres », qu'il appelle également les « tintintégristes »,.
Algoud dit lui-même : « Quant aux tintinophiles, je compte bien - ô vanité - les surprendre aussi en leur montrant des facettes insoupçonnées de l'œuvre d'un des plus grands artistes du XXe siècle »,.

## Accueil critique
Pour Jacques Schraûwen de la RTBF, ce dictionnaire, à la fois savant et amusant, fait partie, parmi les nombreux ouvrages consacrés chaque année à Tintin et Hergé, de ceux qui « réussissent à se distancer de la norme purement admirative en vigueur » : « On se trouve, certes, dans un univers de " fans " de Tintin, mais sans aspect sectaire ». Et Schraûwen de conclure : « Un dictionnaire qui devrait plaire à tous ceux qui, avec honnêteté et lucidité, ont grandi (et grandissent encore, et font grandir autour d'eux) en lisant les aventures du petit reporter qui ne vieillit jamais ! ».
Pour Francis Matthys de La Libre Belgique, ce dictionnaire « attachant et tout en nuances » laissera le lecteur « ébloui, amusé, parfois intrigué ».